# Lawangan
Lawangan é uma língua austronésia falada na Indonésia, em Kalimantan Central, na ilha de Bornéu. 
A língua pertence ao ramo malaio-polinésio das línguas austronésias.
Lawangan é uma das línguas orientais Barito, um grupo de línguas ocidentais malaio-polinésias
1. ↑  «Lawangan». Ethnologue (em inglês). Consultado em 18 de outubro de 2022